# Echinocereus
Echinocereus és un gènere de cactus acordonats, de petits a mitjans, cilíndrics, amb 50 espècies del sud-est dels EUA i de Mèxic. Les flors són grans, i de fruits comestibles. Echinocereus prefereixen ple sol.

## Espècies seleccionades
| - Echinocereus acifer - Echinocereus adustus - Echinocereus apachensis - Echinocereus baileyi - Echinocereus barthelowanus - Echinocereus berlandieri - Echinocereus bonkerae - Echinocereus boyce-thompsonii - Echinocereus brandegeei - Echinocereus chloranthus - Echinocereus cinerascens - Echinocereus coccineus - Echinocereus ctenoides - Echinocereus dasyacanthus - Echinocereus engelmannii - Echinocereus enneacanthus - Echinocereus fasciculatus - Echinocereus fendleri - Echinocereus grandis - Echinocereus knippelianus - Echinocereus laui - Echinocereus ledingii - Echinocereus maritimus - Echinocereus milleri | - Echinocereus nicholii - Echinocereus nivosus - Echinocereus pacificus - Echinocereus palmeri - Echinocereus papillosus - Echinocereus pectinatus - Echinocereus pentalophus - Echinocereus polyacanthus - Echinocereus pulchellus - Echinocereus salm-dyckianus - Echinocereus scheeri - Echinocereus reichenbachii - Echinocereus rigidissimus - Echinocereus russanthus - Echinocereus scheeri - Echinocereus schereri - Echinocereus schmollii - Echinocereus sciurus - Echinocereus stramineus - Echinocereus subinermis - Echinocereus triglochidiatus - Echinocereus viereckii - Echinocereus viridiflorus - Echinocereus websterianus - Echinocereus x roetteri |